# 吞武里王国
吞武里王国（皇家轉寫：Anachak Thonburi，泰語發音：[āːnāːt͡ɕàk tʰōn būrīː]），一译统巫里王国，是泰國歷史上於1767年至1782年存在的一個泰國王國。其建立者是中泰混血兒達信（中文名鄭昭），達信被泰国人民称为吞武里大帝。
1767年，緬甸侵略暹羅，滅阿瑜陀耶王国。達信在東南沿海一帶組織了一支軍隊，反抗緬甸的統治。不久，清缅战争爆发，缅甸在阿瑜陀耶的大部分驻军被迫回国抵抗清军，郑昭趁机收復了阿瑜陀耶。然而，阿瑜陀耶因戰爭殘破不堪，達信沒有將都城定在那裡，而是建立在了吞武里。
達信在位期間消滅了各地割據勢力，又擊退緬甸的再次進攻，收復了清邁等地。他還征服了兰纳、万象、瑯勃拉邦、占巴塞，并同越南的阮主争夺柬埔寨。此外，泰国的教育和宗教学习得到了推进，并积极同中国、英国与荷兰展开贸易活动。
晚年的達信統治昏庸，1782年，達信被披耶·訕政變推翻。昭披耶扎克里自柬埔寨回軍平定了政變，隨後處決了達信並即位，建立拉達那哥欣王國，開創扎克里王朝。扎克里遷都拉達那哥欣島，吞武里王国亦因此結束其短短十五年的統治。